# Кассіратта
Ка́ссіратта (ест. Kassiratta küla) — село в Естонії, у волості Отепяе повіту Валґамаа.

## Населення
Чисельність населення на 31 грудня 2011 року становила 17 осіб.

## Географія
Поблизу населеного пункту проходять автошляхи 46 (Татра — Отепяе — Санґасте) та 23180 (Ресту — Сігва).